# Hornstedtia
Hornstedtia är ett släkte av enhjärtbladiga växter. Hornstedtia ingår i familjen Zingiberaceae.

## Bildgalleri

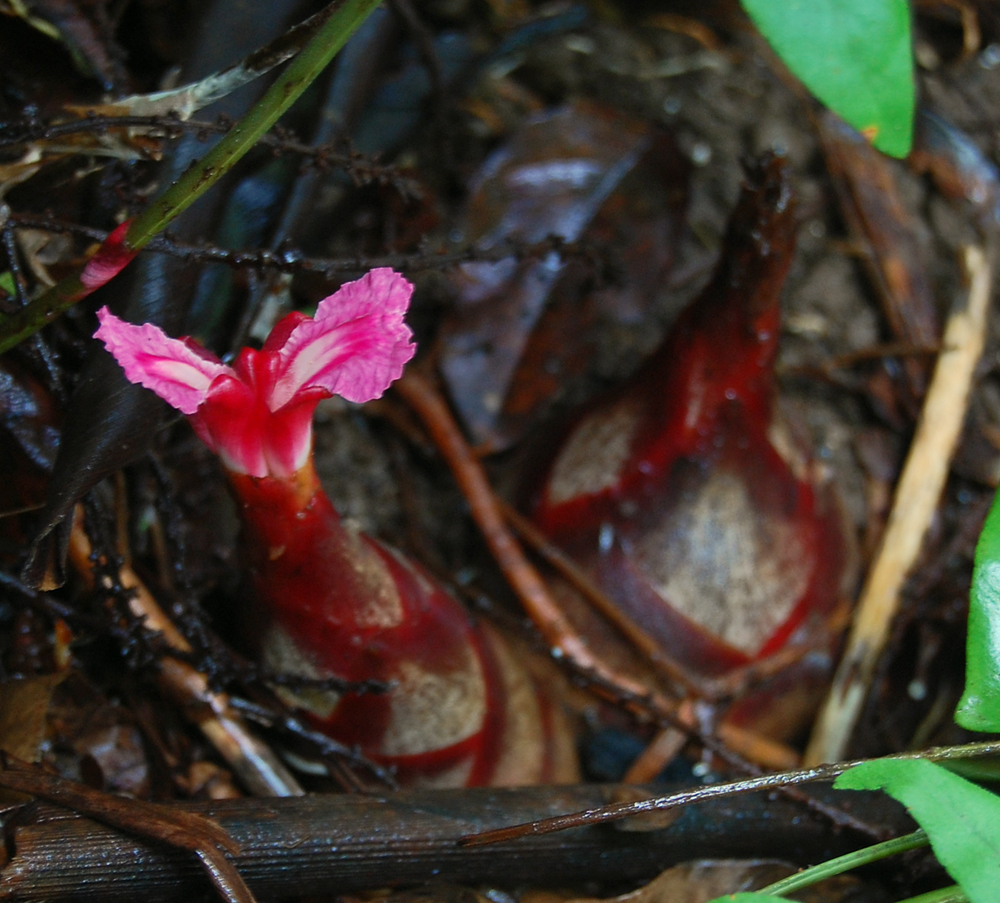

## Dottertaxa tillHornstedtia, i alfabetisk ordning[1]
- Hornstedtia affinis
- Hornstedtia arunachalensis
- Hornstedtia conica
- Hornstedtia costata
- Hornstedtia cyathifera
- Hornstedtia deliana
- Hornstedtia elongata
- Hornstedtia gracilis
- Hornstedtia hainanensis
- Hornstedtia havilandii
- Hornstedtia incana
- Hornstedtia leonurus
- Hornstedtia minor
- Hornstedtia minuta
- Hornstedtia mollis
- Hornstedtia paludosa
- Hornstedtia parviflora
- Hornstedtia penicillata
- Hornstedtia phaeochoana
- Hornstedtia pininga
- Hornstedtia pusilla
- Hornstedtia reticosa
- Hornstedtia reticulata
- Hornstedtia rubra
- Hornstedtia rubrolutea
- Hornstedtia rumphii
- Hornstedtia sanhan
- Hornstedtia scottiana
- Hornstedtia scyphifera
- Hornstedtia striolata
- Hornstedtia tibetica
- Hornstedtia tomentosa
- Hornstedtia triloba